# Michael Veith
Pour les articles homonymes, voir Veith.
Michael Veith, né le 20 janvier 1957 à Tegernsee, est un ancien skieur alpin allemand.

## Palmarès

### Jeux olympiques d'hiver
| Épreuve / Édition   | Descente | Slalom géant | Slalom |
| JO 1976 Innsbruck   | 22e      | —            | —      |
| JO 1980 Lake Placid | 23e      | —            | —      |

### Championnats du monde
| Épreuve / Édition                    | Descente | Slalom géant | Slalom | Combiné |
| Mondiaux 1974 Saint-Moritz           | 21e      | —            | —      | —       |
| JO 1976 Innsbruck                    | 22e      | —            | —      | —       |
| Mondiaux 1978 Garmisch-Partenkirchen | Argent   | —            | —      | —       |
| JO 1980 Lake Placid                  | 23e      | —            | —      | —       |
| Mondiaux 1982 Schladming             | 17e      | —            | —      | 44e     |

### Coupe du monde
- Meilleur résultat au classement général : 13e en 1975

#### Saison par saison
- Coupe du monde 1975 :
  - Classement général : 13e
- Coupe du monde 1976 :
  - Classement général : 30e
- Coupe du monde 1977 :
  - Classement général : 28e
- Coupe du monde 1978 :
  - Classement général : 14e
- Coupe du monde 1979 :
  - Classement général : 60e
- Coupe du monde 1980 :
  - Classement général : 37e
- Coupe du monde 1981 :
  - Classement général : 49e

### Arlberg-Kandahar
- Meilleur résultat : 3e place dans la descente 1978 à Chamonix